# Kindergrundsicherung
Bei der Kindergrundsicherung handelte es sich um eine in Deutschland geplante Transferleistung zum Familienleistungsausgleich und zur Sicherung des Lebensunterhalts von Kindern, die ab 2025 eingeführt werden sollte. Ziel war es, verschiedene Einzelgesetze und Einzelregelungen (z. B. Kindergeld, Kinderzuschlag, Leistungen aus dem Bildungs- und Teilhabepaket, Leistungen nach dem SGB II) zusammenzufassen und die Beantragung zu vereinfachen. Das Gesetzesvorhaben zur Kindergrundsicherung scheiterte innerhalb der damaligen Ampelkoalition am Widerstand der FDP.
Im Vorfeld diskutieren seit Jahren politische Parteien, Gewerkschaften und Sozialverbände verschiedene Modelle, wahlweise als einkommensabhängige Leistung oder als bedingungslose Kindergrundsicherung konzipiert. Dabei soll das Kind gegebenenfalls auch Träger eines eigenen Rechtsanspruches sein, unabhängig davon, in welcher Familienform es lebt.
In einer Befragung des IfD Allensbach von 2023 sprachen sich 60 Prozent der Gesamtbevölkerung und 75 Prozent der Eltern mit Kindern unter 18 Jahren für die Einführung einer Kindergrundsicherung aus, selbst wenn dadurch Mehrkosten für den Staat entstünden. In einer Umfrage des Kinderhilfswerkes aus demselben Jahr zeigten sich zwei Drittel der Teilnehmer bereit, höhere Steuern zu bezahlen, wenn dafür gegen Kinderarmut vorgegangen wird.

## Hintergrund und Motivation
Die Sicherung des Existenzminimums für Kinder ist ein Thema von gesellschaftlicher und politischer Relevanz, auch im Zusammenhang mit einer Zunahme der Kinderarmut in Deutschland. Kinder als Träger eines eigenen Rechtsanspruchs anzuerkennen, ist Grundlage der UN-Kinderrechtskonvention, deren Vertragsstaat die Bundesrepublik Deutschland seit dem 5. April 1992 ist.
Dem Urteil des Bundesverfassungsgerichts vom 10. November 1998 folgend muss der Gesetzgeber seit Januar 2000 den Betreuungsbedarf und seit Januar 2002 den Erziehungsbedarf steuerlich berücksichtigen. Die in Deutschland seit 1989 bis heute realisierte Kombination von Kindergeld und Kinderfreibetrag bewirkt, dass Steuerzahler, die eine hohe Einkommensteuer zahlen, gegebenenfalls eine höhere Vergünstigung erhalten als dies allein durch das Kindergeld der Fall wäre, was als Netto-Effekt bezeichnet und kritisiert wird. Finanziell schwache Familien haben zusätzlich Anrecht auf Leistungen nach dem Zweiten Buch Sozialgesetzbuch, durch den Kinderzuschlag und das Bildungs- und Teilhabepaket. Die Form der Umsetzung in der Gesetzgebung ist jedoch umstritten. Eine Motivation für die Einführung einer Kindergrundsicherung ist es, die Verteilungsgerechtigkeit zu verbessern. Zudem sollen die bisherigen Transferleistungen und Steuervergünstigungen zusammengefasst und die Bürokratie abgebaut werden, sodass Familien nicht mehr eine Vielzahl unterschiedlicher Leistungen zu beantragen brauchen.

## Diskutierte Modelle

### Modell der Grünen
Bereits im Jahre 2001 stellten die Partei Bündnis 90/Die Grünen die Forderung einer Kindergrundsicherung auf. Gemäß ihrem damaligen Konzept sollte die Kindergrundsicherung zunächst nur einen Zuschlag zum Kindergeld für einkommensschwache Familien darstellen. Sie sollte das Kindergeld auf das Existenzminimum von Kindern aufstocken. Im Vorfeld der Bundestagswahl 2013 forderten die Grünen, das Kindergeld solle als Einstieg in eine Kindergrundsicherung um weitere 22 Euro monatlich erhöht werden.
Neuere Konzepte der Partei sehen einen einkommensunabhängigen Garantiebetrag vor, der an alle Kinder bzw. Eltern automatisch ausbezahlt werden soll. Bürokratische Hürden sollen damit abgebaut werden. Für einkommensschwache Haushalte solle es einen zusätzlichen „GarantiePlus-Betrag“ geben. Der Betrag der Kindergrundsicherung soll über der Summe der bisherigen Leistungen liegen, um Kinderarmut zu bekämpfen. Um zusätzliche Haushaltsmittel bereitzustellen, schlagen die Grünen beispielsweise Streichung von umweltschädlichen Subventionen und Steuervorteilen für Besserverdienende vor. Ferner sieht das Modell der Grünen vor, auch Kinder, deren Familien bisher reduzierte Leistungen aus dem Asylbewerberleistungsgesetz bekommen, vollständig in die Kindergrundsicherung einzubeziehen.

### Modell der Linken
Das Modell der Linken sah 2006 drei zeitlich aufeinander folgende Schritte vor: (1.) eine Erhöhung des Kindergeldes und einen Ausbau des Kindergeldzuschlags für Geringverdiener und Bedürftige, (2.) die Ermittlung eines Warenkorbs für die Berechnung des soziokulturellen Existenzminimums von Kindern zwecks Anpassung von Kindergeld und -zuschlag und (3.) die Verankerung einer bedarfsabhängigen, den Kinderzuschlag ersetzenden Kindergrundsicherung als Individualanspruch.

### CDU/CSU
Die CDU präsentierte am 21. September 2023 im Bundestag als Gegenentwurf zum Kindergrundsicherungsentwurf der Ampelparteien ein Kinderzukunftsprogramm. Kinder sollen danach unabhängig vom Geldbeutel und Bildungshintergrund ihrer Eltern oder der Zuwanderungsgeschichte ihrer Familie gerechte Chancen sich zu entwickeln erhalten. Hierfür soll vor allem durch ein gut funktionierendes Bildungs- und Betreuungssystem ein Umfeld geschaffen werden, in dem Kinder die Möglichkeit haben, ihr volles Potenzial zu entfalten. Die CDU fordert deshalb unter anderem eine Stärkung der Frühen Hilfen und die Einführung einer bundesweit einheitlichen Diagnostik des Entwicklungsstands von Kindern, die Einführung einer verpflichtenden Vorschulförderung bei Förderbedarf und eine stärkere Zusammenarbeit zwischen Kita und Grundschule. Das Kindergeld soll erhalten und fortlaufend bedarfsgerecht angepasst werden. Die familienpolitischen Leistungen, die Kinder vor einer Armutsgefährdung schützen, sollen dagegen zu einem „Kinderzukunftsgeld“ gebündelt werden.
Zustimmung zu der grundsätzlichen Idee kam von dem Gründer der Arche Bernd Siggelkow: „Leistungen für ein Mehr an Bildung für alle Kinder dürfen nicht den Umweg über die Brieftaschen der Eltern nehmen ... Erfahrungsgemäß kauft der Großteil der Eltern davon weder Bücher noch bezahlt er davon den Nachhilfeunterricht“.

### Modell der SPD
Die SPD beschloss auf dem Parteitag im Dezember 2019, die Einführung einer Kindergrundsicherung zu beschleunigen. Die steuerlichen Kinderfreibeträge, die vor allem Besserverdienenden zugutekommen, sollen um die Hälfte reduziert werden. Die Leistungen aus dem Bildungs- und Teilhabepaket sollen in ein pauschal zur Verfügung stehendes „Teilhabekonto“, das für Kultur- und Freizeitangebote verwendet werden kann, überführt werden.

### Modell des DGB
Auch der Deutsche Gewerkschaftsbund (DGB) setzt sich für eine Kindergrundsicherung ein. Dabei sollen einkommensschwache Familien finanziell bessergestellt werden, während Bezieher höherer Einkommen mehr belastet werden. Der Betrag der Kindergrundsicherung soll nach Alter des Kindes stärker differenziert werden als bisher nach dem Hartz IV-Modell.

### Modell des Bündnisses Kindergrundsicherung
Das Bündnis Kindergrundsicherung, ein Zusammenschluss von insgesamt 15 Verbänden und Organisationen und wissenschaftlichen Unterstützern, fordert seit April 2009 eine einkommensabhängige, gestufte Kindergrundsicherung (in Höhe von 637 Euro im Jahr 2020, 766 im Jahr 2023) monatlich bis zum 18. Lebensjahr.
Der geforderte Betrag orientiert sich an dem vom Bundesverfassungsgericht festgestellten soziokulturellen Existenzminimum, das im Existenzminimumbericht der Bundesregierung veröffentlicht wird: dem sächlichen Existenzminimum in Höhe von 417 Euro sowie einem Betreuungs-, Erziehungs- und Bildungsbedarf (BEA-Betrag) in Höhe von 220 Euro. Dem Modell zufolge soll die Kindergrundsicherung auch den Unterhaltsvorschuss und Teile des Bildungs- und Teilhabepaketes ersetzen. Die Kindergrundsicherung soll der Einkommensteuer der Eltern in der jeweiligen Progression unterliegen, so dass sehr gut verdienende Haushalte nach dem Modell des Bündnisses einen Sockelbetrag von ca. 300 Euro erhalten. Die Freistellung des kindlichen Existenzminimums wird damit gewahrt.
Zugleich soll die Einführung einer Individualbesteuerung mit übertragbarem Grundfreibetrag, die an Stelle des Ehegattensplittings treten soll, zur Finanzierung der Transferleistung beitragen. Zentrale Forderung des Bündnisses ist es, das kindliche Existenzminimum neu zu berechnen. Voraussetzung für mehr Chancengerechtigkeit ist neben der Einführung einer Kindergrundsicherung auch ein Bildungs- und Erziehungssystem, das niemanden zurücklässt. Bund, Länder und Kommunen müssten endlich ein gebührenfreies und qualitativ gutes Bildungswesen schaffen. Den Bündnispartnern zufolge wäre das neue Modell unbürokratischer, transparenter und sozial gerechter als die bisherigen Familienleistungen.

### Modell der Bertelsmann Stiftung
Die Bertelsmann Stiftung schlägt zur Kindergrundsicherung ein sogenanntes Teilhabegeld vor. Das Konzept wurde von einem interdisziplinär besetzten wissenschaftlichen Expertenbeirat entwickelt und 2017 vorgestellt. Auch hier wird auf die hohe Armutsbetroffenheit von Familien sowie die negativen Folgen für das Aufwachsen von jungen Menschen Bezug genommen.
Das Teilhabegeld soll die Leistungen für Kinder und Jugendliche nach dem SGB II, den Kinderzuschlag nach dem Bundeskindergeldgesetz (BKGG), die pauschalierbaren Leistungen für Bildung und Teilhabe nach dem SGB II und dem BKGG sowie den Förderanteil des Kindergelds nach dem Einkommensteuergesetz (EstG) und dem BKGG zusammenfassen. Anspruchsberechtigte des Teilhabegeldes sind Kinder und Jugendliche. Es wird mit steigendem Einkommen der Eltern abgeschmolzen. Die Kinderfreibeträge sollen neben dem Teilhabegeld weiter bestehen bleiben. Um die Höhe des Teilhabegeldes festlegen zu können, müssen die Bedarfe von Kindern und Jugendlichen für gutes Aufwachsen sowie für Bildung und Teilhabe ermittelt werden. Dazu sieht das Konzept eine regelmäßige und repräsentative Befragung von Kindern und Jugendlichen zu ihren Bedarfen, Sorgen und Interessen vor. Solche Informationen fehlen bislang in Deutschland.

## Politische Umsetzung
Im November 2020 fasste die Arbeits- und Sozialministerkonferenz (ASMK) der Länder einen Mehrheitsbeschluss zur Einführung einer Kindergrundsicherung. Sie appellierten an die Bundesregierung, gemeinsam mit den Ländern entsprechende Umsetzungsschritte zu unternehmen.
Der Koalitionsvertrag der Ampelkoalition von 2021 unter Olaf Scholz (SPD) sah die Einführung einer Kindergrundsicherung vor. Im August 2023 einigte sich die Koalition schließlich auf die Umsetzung des Projekts. Die Kindergrundsicherung soll ab 2025 bei der Familienkasse beantragt werden können und besteht aus einem Grundbetrag sowie einem einkommensabhängigen Zusatzbetrag. Der Grundbetrag soll sich an der Höhe des bisherigen Kindergeldes orientieren. In einem separat zu beantragenden Zusatzbetrag sollen die bisherigen Leistungen aus dem Bürgergeld, dem Kinderzuschlag und Teilen des Bildungs- und Teilhabepakets aufgehen. Zudem soll das Existenzminimum neu berechnet werden soll. Die Koalition plante dafür zunächst 2,4 Milliarden Euro an Mehrausgaben ein, bei steigender Inanspruchnahme in den Folgejahren könnten aber Mehraufwände von bis zu 6 Milliarden entstehen. Vorausgegangen waren kontroverse Diskussionen zwischen Finanzminister Christian Lindner (FDP) und der Familienministerin Lisa Paus (Grüne) insbesondere über das finanzielle Volumen.
Ende September 2023 einigte sich die Regierung auf einen Gesetzesentwurf, die Zustimmung im Bundestag und Bundesrat steht noch aus.
Der Bundesrat nahm im November 2023 Stellung. Demnach lasse sich das Ziel Kinderarmut zu bekämpfen mit dem vorliegenden Gesetzentwurf nur in Teilen realisieren. Zudem wurde bemängelt, dass der Gesetzentwurf zu Doppelstrukturen zwischen dem neu zu schaffenden Familienservice und den schon bisher zuständigen Jobcentern führen werde und damit zu einer Erhöhung der Bürokratie. Die Personalräte der Jobcenter erklärten in einer Stellungnahme an die Bundesregierung, dass man jetzt schon kaum wisse, wie man mit dem Fachkräftemangel zurechtkommen solle, der zusätzliche Personalbedarf für die Umsetzung der Kindergrundsicherung in der vorliegenden Form sei „eine objektive Unmöglichkeit“.

## Kritik
Es wird kritisiert, das Problem der Kinderarmut werde durch eine Kindergrundsicherung nicht gelöst. Auch bleibe der zentrale Konflikt von Eltern, Familie und Beruf miteinander zu vereinbaren und somit familiäre Armut zu vermeiden, weiter bestehen. Der Frankfurter Volkswirt Richard Hauser verwies darauf, dass ein unbedingtes Grundeinkommen für Kinder bezüglich der Verwendung der verfügbaren Finanzmittel in Konkurrenz mit anderen Maßnahmen treten würde, insbesondere zu Maßnahmen im Betreuungs- und Bildungsbereich.
Selbst Befürworter einer Kindergrundsicherung weisen darauf hin, dass es zweifelhaft sei, ob sich durch eine Kindergrundsicherung grundlegend die Situation der Kinder ändern würde, wenn nicht gleichzeitig Maßnahmen zur Verbesserung der Lebenslage der Eltern unternommen würden.
Das Institut für Arbeitsmarkt- und Berufsforschung befürchtet, dass mit der Herauslösung von Kindern und Jugendlichen aus dem Bürgergeldbezug Daten von Eltern im Bürgergeldbezug und deren Kindern nicht mehr für statistische Forschungszwecke bereitstehen würden.
Kritiker befürchten mehr Bürokratie, Doppelstrukturen in den Verwaltungen und sehr viel Rechnerei.
Der Sozialforscher Christoph Butterwegge hielt im Sommer 2023 – angesichts der Inflation bei gleichzeitig schwacher Lohnentwicklung – 20 Milliarden Mehrausgaben für nötig, um Kinderarmut wirksam zu bekämpfen. Paus hatte einen Betrag von zwölf Milliarden genannt. Kinderrechtler bemängelten den vorgelegten Gesetzesentwurf als finanziell nicht ausreichend, Sozialrechtsexperten kritisierten die weiterhin bestehenden Doppelstrukturen zu anderen Sozialleistungen. Am geplanten Einführungsdatum im Jahr 2025 gab es darüber hinaus von der Bundesagentur für Arbeit Zweifel, realistischer sei eine gestaffelte Einführung.